# Cleocnemis moschata
Cleocnemis moschata là một loài nhện trong họ Philodromidae.
Loài này thuộc chi Cleocnemis. Cleocnemis moschata được Cândido Firmino de Mello-Leitão miêu tả năm 1943.